# Буревісник екваторіальний
Буревісник екваторіальний (Puffinus lherminieri) — морський птах з родини буревісникових (Procellariidae). Птах зображений на гербі Саби, нідерландського острова в Карибському морі.

## Назва
Видова назва lherminieri вшановує французького натураліста Фелікса Луї Л'Ерміньє.

## Систематика
Систематика виду є досить спірною, оскільки традиційно виділяється близько десятка підвидів, які, за сучасними класифікаціями, визнаються окремими видами, зокрема:буревісник канарський (Puffinus baroli), буревісник архіпелаговий (Puffinus boydi), буревісник каріамуріанський (Puffinus persicus), буревісник реюньйонський (Puffinus bailloni), буревісник японський (Puffinus bannermani).

## Поширення
Якщо розглядати Puffinus lherminieri як цілісний вид за давнішою класифікацією, то він поширений на заході та сході Атлантичного океану, в Карибському басейні, в Індійському океані та на північному заході Тихого океані. Puffinus lherminieri sensu stricto ж обмежений західною частиною Атлантики, включаючи Карибське море та Мексиканську затоку. Гніздиться на деяких островах Карибського і Багамського басейнів, коралових атолах і прибережних рифах, де будує гнізда на скелях і схилах, вкритих землею.